# Kerezsi Endre
Kerezsi Endre, Kerezsi Endre László (Debrecen, 1908. július 6. – Budapest, 1971. április 25.) szakíró, testnevelő tanár, a Magyar Testnevelési Főiskola tanszékvezető tanára, igazgatója (1965–67).

## Életútja
Kerezsi József és Szalontai Eszter fia. Világelsőként indította meg 1933-ban a Rádióban a reggeli tornát. Ezt haláláig vezette. Szakirodalmi munkássága számottevő. Több magyarországi és nemzetközi szervezetnek volt tagja, ő vezette a hazai sportbemutatókat és dísztornákat (Országos Sportnapok: 1963, 1966). felesége Brenner Erzsébet volt, akivel 1936-ban kötött házasságot Budapesten.

## Művei
- Az atlétika célgimnasztikája (Bp., 1936)
- A kondíció és a célgimnasztika jelentősége a teniszsportban (Bp., 1938)
- Talajtorna a testnevelési órán (Bp., 1944, lengyelül Varsó, 1952)
- Torna (I-IV., főisk. tankönyv, Bp., 1953)
- Tornaversenybírák kézikönyve (Bp., 1955)
- A torna gyakorlatanyaga (Bp., 1964)
- Torna- és sportünnepélyek (Bp., 1964)
- Képességek fejlesztése a sportlövészetben (Bp., 1964)
- Sportünnepélyek (tankönyv, Bp., 1966)
- Sporttorna (Bp., 1966)
- Gimnasztikával kezdjük (Bp., 1966)
- Gimnasztika (Bp., 1968)
- Nagylabda (Bp., 1968)